# 林内閣
林内閣（はやしないかく）は、軍事参議官、予備役陸軍大将の林銑十郎が第33代内閣総理大臣に任命され、1937年（昭和12年）2月2日から1937年（昭和12年）6月4日まで続いた日本の内閣。

## 閣僚の顔ぶれ・人事

### 国務大臣
1937年（昭和12年）2月2日任命。在職日数123日。 
| 職名 | 代 | 氏名       | 氏名 | 出身等                                   | 特命事項等                  | 備考                  |
| --- | -- | ---------- | ---- | ---------------------------------------- | --------------------------- | --------------------- |
| 内閣総理大臣 | 33 | 林銑十郎   |      | 予備役陸軍大将 （陸大17期）              | 外務、文部大臣兼任          |                       |
| 外務大臣 | 47 | 林銑十郎   |      | 予備役陸軍大将 （陸大17期）              | 内閣総理大臣、 文部大臣兼任 | 1937年3月3日免兼      |
| 外務大臣 | 48 | 佐藤尚武   |      | 外務省                                   |                             | 初入閣 1937年3月3日任 |
| 内務大臣 | 48 | 河原田稼吉 |      | 内務省                                   |                             | 初入閣                |
| 大蔵大臣 | 36 | 結城豊太郎 |      | （民間→） 貴族院 無所属 （無会派）       | 拓務大臣兼任                | 初入閣                |
| 陸軍大臣 | 25 | 中村孝太郎 |      | 陸軍中将 （陸大21期）                    | 対満事務局総裁兼任          | 初入閣 1937年2月9日免 |
| 陸軍大臣 | 26 | 杉山元     |      | 陸軍大将 （陸大22期）                    | 対満事務局総裁兼任          | 初入閣 1937年2月9日任 |
| 海軍大臣 | 19 | 米内光政   |      | （海軍中将→） 海軍大将 （海大甲種12期）  |                             | 初入閣                |
| 司法大臣 | 38 | 塩野季彦   |      | 司法省                                   |                             | 初入閣                |
| 文部大臣 | 46 | 林銑十郎   |      | 予備役陸軍大将 （陸大17期）              | 内閣総理大臣、 外務大臣兼任 |                       |
| 農林大臣 | 11 | 山崎達之輔 |      | 衆議院 昭和会                            | 逓信大臣兼任                |                       |
| 商工大臣 | 14 | 伍堂卓雄   |      | （民間→） 貴族院 無所属 退役海軍造兵中将 | 鉄道大臣兼任                | 初入閣                |
| 逓信大臣 | 40 | 山崎達之輔 |      | 衆議院 昭和会                            | 農林大臣兼任                |                       |
| 逓信大臣 | 41 | 兒玉秀雄   |      | 貴族院 無所属 （研究会） 伯爵            |                             |                       |
| 鉄道大臣 | 14 | 伍堂卓雄   |      | （民間→） 貴族院 無所属 退役海軍造兵中将 | 商工大臣兼任                |                       |
| 拓務大臣 | 10 | 結城豊太郎 |      | （民間→） 貴族院 無所属 （無会派）       | 大蔵大臣兼任                |                       |
| 1. 辞令のある留任は個別の代として記載し、辞令のない留任は記載しない。 2. 臨時代理は、大臣空位の場合のみ記載し、海外出張時等の一時不在代理は記載しない。 3. 代数は、臨時兼任・臨時代理を数えず、兼任・兼務は数える。 |    |            |      |                                          |                             |                       |

### 内閣書記官長・法制局長官
1937年（昭和12年）2月2日任命。
| 職名 | 代 | 氏名     | 氏名 | 出身等 | 特命事項等 | 備考 |
| --- | -- | -------- | ---- | ------ | ---------- | ---- |
| 内閣書記官長 | 38 | 大橋八郎 |      | 逓信省 |            |      |
| 法制局長官 | 35 | 川越丈雄 |      | 大蔵省 |            |      |
| 1. 辞令のある留任は個別の代として記載し、辞令のない留任は記載しない。 2. 臨時代理は、大臣空位の場合のみ記載し、海外出張時等の一時不在代理は記載しない。 3. 代数は、臨時兼任・臨時代理を数えず、兼任・兼務は数える。 |    |          |      |        |            |      |

### 政務次官
任命無し。

### 参与官
任命無し。

## 勢力早見表
※ 内閣発足当初（前内閣の事務引継は除く）。
| 出身   | 国務大臣 | 政務次官 | 参与官 | その他                   |
| ------ | -------- | -------- | ------ | ------------------------ |
| 昭和会 | 1        | 0        | 0      | 国務大臣のべ2            |
| 軍部   | 3        | 0        | 0      | 国務大臣のべ5            |
| 官僚   | 2        | 0        | 0      | 内閣書記官長、法制局長官 |
| 民間   | 2        | 0        | 0      | 国務大臣のべ4            |
| 欠員   | 0        | 12       | 12     |                          |
|        | 8        | 12       | 12     | 国務大臣のべ13           |

## 内閣の動き
前任の廣田内閣は、社会の革新化を伴う総力戦体制の構築を標榜して世論の支持を得た陸軍（統制派）の影響下にあった。しかし、軍事予算の大幅増額と大増税を伴う1937年度予算案の審議の最中、いわゆる「腹切り問答」がおこって議会と対立、政権運営の目途が立たなくなった廣田内閣は総辞職する。後継には、政党内閣時代からの軍の重鎮であった宇垣一成前朝鮮総督が推されるが、統制派にとって宇垣は、政党・議会と協調して軍縮（宇垣軍縮）を行った過去があり、路線が正反対であったことから対立。二・二六事件の事後処理のために制定された軍部大臣現役武官制を盾に使い、現役将校を陸相に推挙しないことで、宇垣内閣の不成立を画策する。宇垣は、天皇の勅命により自身が現役に復帰、陸相を兼任することで乗り切ろうとするが、湯浅倉平内大臣ら宮内官僚は、ことが失敗した時の陸軍の報復を恐れて動かず頓挫。宇垣は大命辞退に追い込まれる。このため、改めて統制派の長であった林銑十郎陸軍大将が推挙されて、林内閣が成立する。
組閣人事は、少数の閣僚による実力内閣を標榜し、多くの国務大臣を閣僚の兼任としたため、発足当初は「二人三脚内閣」と呼ばれた。また、政務次官および参与官の弊害を問題視して任用を取りやめたことにより、議会との連絡役を自ら断ち切ってしまった形になり、議会の大勢力であった政友会・民政党は野党に回る。結局衆議院で与党に回ったのは昭和会と国民同盟の閣外協力のみで、両党あわせても衆議院466議席中35議席を占めるに過ぎなかった。一方の貴族院では、かろうじて研究会の支持を取り付ける。
主な政策
- 軍財抱合財政…廣田前内閣は、馬場鍈一蔵相の主導のもと、軍事予算を中心に対前年度比3割増の大規模予算を編成し、増額分は増税で賄うことを目論んでおり、景気の悪化が懸念された。予算審議中に廣田内閣が崩壊したのを機に、財界および高橋財政以来の大蔵省主流派が巻き返しを行う。蔵相には結城豊太郎日本商工会議所会頭が就任。高橋の腹心であり馬場体制で左遷されていた賀屋興宣、石渡荘太郎がそれぞれ事務次官および主税局長に復権し、予算の削減が行われた[6]。こうして付け替えられた予算案が再提出され、林内閣は圧倒的少数与党の議会に対して妥協を重ね、年度末ぎりぎりに予算は成立する。
- 企画庁設置…革新官僚の国策研究の場となっていた内閣調査局の改組拡充が行われ、1937年5月14日に企画庁が発足。内閣への影響力が一段と強められた[7]。

予算が可決されると、林首相は直ちに二大政党への懲罰的な意図を込めて衆議院を解散した（「食い逃げ解散」）。こうして4月20日行われた第20回衆議院議員総選挙では与党勢力の躍進を期待した林首相の思惑とは裏腹に昭和会・国民同盟はいずれも議席を減らす結果となった。それでも林首相は強気の姿勢を崩さず、再度の解散をちらつかせながら政権維持を明言したが、これが倒閣運動の火に油を注ぐこととなり、結局四面楚歌となるなか、5月31日、遂に内閣総辞職となった。
在任日数は当時歴代最短の123日であった。林内閣は短命で特に大きな実績も残せなかったことから「史上最も無意味な内閣」と評され、後には林首相の下の名をもじって「何もせんじゅうろう内閣」とまで皮肉られるに至った。